# Neomerinthe beanorum
Neomerinthe beanorum és una espècie de peix pertanyent a la família dels escorpènids.

## Descripció
- Fa 15,5 cm de llargària màxima.
- Nombre de vèrtebres: 24.[5][6]

## Hàbitat
És un peix marí, demersal i de clima tropical que viu entre 92-375 m de fondària.

## Distribució geogràfica
Es troba a les Antilles, incloent-hi Cuba.

## Observacions
És verinós per als humans.